# Copa Sudamericana 2010
Die Copa Sudamericana 2010 war die 9. Ausspielung des zweitwichtigsten südamerikanischen Fußballwettbewerbs für Vereinsmannschaften, der aufgrund des letztmaligen Sponsorings des Automobilherstellers Nissan auch unter der Bezeichnung „Copa Nissan Sudamericana“ firmierte. In dieser Saison nahmen 39 Mannschaften aus den 10 Mitgliedsverbänden der CONMEBOL, einschließlich Titelverteidiger Liga de Quito, teil, da die Teilnehmerzahl pro Land (außer für Argentinien und Brasilien) von zwei auf drei erhöht wurde. Mannschaften aus dem Bereich der CONCACAF waren wie im Vorjahr nicht am Start. Der Wettbewerb wurde wie bisher in der zweiten Jahreshälfte ausgespielt. Er begann am 3. August 2010 mit der 1. Runde und endete am 8. Dezember 2010 mit dem Finalrückspiel in Avellaneda.

## Modus
Aufgrund der gestiegenen Teilnehmerzahl gab es vor dem Achtelfinale wieder zwei Runden. Der Wettbewerb wurde wie gehabt von der 1. Runde bis zum Finale im reinen K.-o.-System mit Hin- und Rückspiel ausgetragen. Bei Punkt- und Torgleichheit gilt die Auswärtstorregel. Ist auch die Zahl der auswärts erzielten Tore gleich, folgt im Anschluss an das Rückspiel unmittelbar ein Elfmeterschießen. Im Finale gilt die Auswärtstorregel nicht. Ist dort nach Hin- und Rückspiel die Tordifferenz gleich, gibt es eine Verlängerung und erst danach ggf. ein Elfmeterschießen. Die Teilnehmer aus Argentinien und Brasilien starteten erst in der 2. Runde, Titelverteidiger Liga de Quito erst im Achtelfinale.

## 1. Runde
Teilnehmer waren je zwei Mannschaften aus acht Ländern Südamerikas (außer Argentinien und Brasilien). Die Hinspiele fanden zwischen dem 3. und 24. August, die Rückspiele zwischen dem 10. August und 2. September 2010 statt.
|                              | Gesamt    |                        | Hinspiel | Rückspiel |
| ---------------------------- | --------- | ---------------------- | -------- | --------- |
| Universitario de Sucre       | (a)3:3(a) | Colo Colo Santiago     | 2:0      | 1:3       |
| Club Guaraní                 | (a)4:4(a) | River Plate Montevideo | 2:0      | 2:4       |
| CD Universidad César Vallejo | 2:5       | Barcelona SC Guayaquil | 1:2      | 1:3       |
| Atlético Huila               | 5:2       | Trujillanos FC         | 4:1      | 1:1       |
| CF Universidad de Chile      | 2:3       | Oriente Petrolero      | 2:2      | 0:1       |
| Defensor Sporting            | 3:1       | Olimpia Asunción       | 2:0      | 1:1       |
| Deportivo Quito              | (a)4:4(a) | Universidad San Martín | 3:2      | 1:2       |
| Deportivo Lara               | 2:4       | Independiente Santa Fe | 2:0      | 0:4       |

## 2. Runde
Für die 2. Runde qualifizierten sich die acht Sieger der 1. Runde, je ein dritter Klub aus den acht Ländern der 1. Runde sowie sechs Mannschaften aus Argentinien und acht Mannschaften aus Brasilien, wobei die Klubs aus diesen beiden Ländern jeweils separat gegeneinander antraten. Die Hinspiele fanden zwischen dem 4. August und 16. September, die Rückspiele zwischen dem 12. August und 23. September 2010 statt.
|                        | Gesamt          |                         | Hinspiel | Rückspiel |
| ---------------------- | --------------- | ----------------------- | -------- | --------- |
| Atlético Huila         | 1:5             | Club San José           | 1:1      | 0:4       |
| Barcelona SC Guayaquil | 1:3             | Peñarol Montevideo      | 0:1      | 1:2       |
| Independiente Santa Fe | 2:1             | FC Caracas              | 2:1      | 0:0       |
| Oriente Petrolero      | 1:2             | Deportes Tolima         | 1:0      | 0:2       |
| Club Guaraní           | 2:2 (7:8 i. E.) | Unión San Felipe        | 1:1      | 1:1       |
| Universidad San Martín | 2:6             | CS Emelec               | 2:1      | 0:5       |
| Universitario de Sucre | 3:2             | Club Cerro Porteño      | 1:0      | 2:2       |
| Defensor Sporting      | 9:2             | Sport Huancayo          | 9:0      | 0:2       |
| CA Independiente       | 2:1             | Argentinos Juniors      | 1:0      | 1:1       |
| CA Vélez Sársfield     | 1:2             | CA Banfield             | 0:1      | 1:1       |
| Newell’s Old Boys      | 2:1             | Estudiantes de La Plata | 1:0      | 1:1       |
| EC Vitória             | 2:3             | Palmeiras São Paulo     | 2:0      | 0:3       |
| FC Santos              | 2:3             | Avaí FC                 | 1:3      | 1:0       |
| Grêmio Prudente        | 0:1             | Atlético Mineiro        | 0:0      | 0:1       |
| Goiás EC               | 3:1             | Grêmio Porto Alegre     | 1:1      | 2:0       |

## Achtelfinale
Für das Achtelfinale qualifizierten sich die 15 Sieger der 2. Runde und Titelverteidiger Liga de Quito. Die Hinspiele fanden zwischen dem 28. September und 14. Oktober, die Rückspiele zwischen dem 12. und 21. Oktober 2010 statt.
|                        | Gesamt    |                        | Hinspiel | Rückspiel |
| ---------------------- | --------- | ---------------------- | -------- | --------- |
| Newell’s Old Boys      | 6:2       | Club San José          | 6:0      | 0:2       |
| Defensor Sporting      | 3:4       | CA Independiente       | 1:0      | 2:4       |
| Goiás EC               | (a)3:3(a) | Peñarol Montevideo     | 1:0      | 2:3       |
| Universitario de Sucre | 1:4       | Palmeiras São Paulo    | 0:1      | 1:3       |
| Atlético Mineiro       | 2:1       | Independiente Santa Fe | 2:0      | 0:1       |
| CS Emelec              | 3:4       | Avaí FC                | 2:1      | 1:3       |
| CA Banfield            | 2:3       | Deportes Tolima        | 2:0      | 0:3       |
| Unión San Felipe       | 5:8       | LDU Quito              | 4:2      | 1:6       |

## Viertelfinale
Die Hinspiele fanden am 27. Oktober und 2./3. November, die Rückspiele am 10. und 11. November 2010 statt.
|                   | Gesamt    |                     | Hinspiel | Rückspiel |
| ----------------- | --------- | ------------------- | -------- | --------- |
| Atlético Mineiro  | 1:3       | Palmeiras São Paulo | 1:1      | 0:2       |
| Goiás EC          | 3:2       | Avaí FC             | 2:2      | 1:0       |
| Newell’s Old Boys | 0:1       | LDU Quito           | 0:0      | 0:1       |
| Deportes Tolima   | (a)2:2(a) | CA Independiente    | 2:2      | 0:0       |

## Halbfinale
Die Hinspiele fanden am 17. und 18. November, die Rückspiele am 24. und 25. November 2010 statt.
|           | Gesamt    |                     | Hinspiel | Rückspiel |
| --------- | --------- | ------------------- | -------- | --------- |
| LDU Quito | (a)4:4(a) | CA Independiente    | 3:2      | 1:2       |
| Goiás EC  | (a)2:2(a) | Palmeiras São Paulo | 0:1      | 2:1       |

## Finale

### Hinspiel
| Goiás EC                                            | Goiás EC | Independiente Avellaneda | Independiente Avellaneda |
| --------------------------------------------------- | --- | --- | ------------------------ |
| Goiás EC                                            | \| 1. Dezember 2010 in Goiânia (Estádio Serra Dourada) \| \| Ergebnis: 2:0 (2:0) \| \| Zuschauer: 35.500 \| \| Schiedsrichter: Carlos Torres ( Paraguay) \|                                       | \| 1. Dezember 2010 in Goiânia (Estádio Serra Dourada) \| \| Ergebnis: 2:0 (2:0) \| \| Zuschauer: 35.500 \| \| Schiedsrichter: Carlos Torres ( Paraguay) \| | Independiente Avellaneda |
| Goiás EC                                            | Harlei – Marcão, Ernando, Wellington Saci, Douglas, Rafael Tolói – Amaral, Marcelo Costa (88. Felipe), Carlos Alberto – Rafael Moura, Otacílio Neto (70. Éverton Santos) Cheftrainer: Arthur Neto | Hilario Navarro – Lucas Mareque, Eduardo Tuzzio , Leonel Galeano, Julián Velázquez – Roberto Battión, Hernán Fredes (87. Maximiliano Velázquez), Nicolás Cabrera (80. Carlos Matheu), Fernando Godoy (46. Patricio Rodríguez) – Andrés Silvera, Facundo Parra Cheftrainer: Antonio Mohamed | Independiente Avellaneda |
| Goiás EC                                            | 1:0 Rafael Moura (14.) 2:0 Otacílio Neto (22.) | | Independiente Avellaneda |
| Goiás EC                                            | Otacílio Neto (44.), Carlos Alberto (87.) | Julián Velázquez (10.), Leonel Galeano (12.) | Independiente Avellaneda |
| Goiás EC                                            | Andrés Silvera (58.) | | Independiente Avellaneda |
| 1. Dezember 2010 in Goiânia (Estádio Serra Dourada) | | |                          |
| Ergebnis: 2:0 (2:0)                                 | | |                          |
| Zuschauer: 35.500                                   | | |                          |
| Schiedsrichter: Carlos Torres ( Paraguay)           | | |                          |

### Rückspiel
| Independiente Avellaneda                                         | Independiente Avellaneda | Goiás EC | Goiás EC |
| ---------------------------------------------------------------- | --- | --- | -------- |
| Independiente Avellaneda                                         | \| 8. Dezember 2010 in Avellaneda (Estadio Libertadores de América) \| \| Ergebnis: 3:1 n. V. (3:1, 3:1), 5:3 i. E. \| \| Zuschauer: 38.000 \| \| Schiedsrichter: Óscar Ruiz ( Kolumbien) \|                                                                                               | \| 8. Dezember 2010 in Avellaneda (Estadio Libertadores de América) \| \| Ergebnis: 3:1 n. V. (3:1, 3:1), 5:3 i. E. \| \| Zuschauer: 38.000 \| \| Schiedsrichter: Óscar Ruiz ( Kolumbien) \|      | Goiás EC |
| Independiente Avellaneda                                         | Hilario Navarro – Julián Velázquez, Lucas Mareque, Eduardo Tuzzio, Carlos Matheu – Roberto Battión, Hernán Fredes (108. Maximiliano Velázquez), Patricio Rodríguez (71. Leandro Gracián) Nicolás Cabrera – Nicolás Martínez (66. Martín Gómez), Facundo Parra Cheftrainer: Antonio Mohamed | Harlei – Rafael Tolói, Wellington Saci, Marcão, Ernando, Douglas (65. Éverton Santos) – Marcelo Costa, Carlos Alberto, Amaral – Otacílio Neto (76. Felipe), Rafael Moura Cheftrainer: Arthur Neto | Goiás EC |
| Independiente Avellaneda                                         | 1:0 Julián Velázquez (19.) 2:1 Facundo Parra (27.) 3:1 Facundo Parra (34.) | 1:1 Rafael Moura (22.) | Goiás EC |
| Independiente Avellaneda                                         | Elfmeterschießen | | Goiás EC |
| Independiente Avellaneda                                         | 1:0 Maximiliano Velázquez 2:1 Facundo Parra 3:2 Leandro Gracián 4:2 Carlos Matheu 5:3 Eduardo Tuzzio | 1:1 Rafael Tolói 2:2 Éverton Santos Felipe (Schießt an den Pfosten) 4:3 Rafael Moura | Goiás EC |
| Independiente Avellaneda                                         | Eduardo Tuzzio (13.), Carlos Matheu (25.), Julián Velázquez (44.), Hilario Navarro (115.) | Otacílio Neto (12.), Rafael Moura (115), Rafael Tolói (120.), | Goiás EC |
| 8. Dezember 2010 in Avellaneda (Estadio Libertadores de América) | | |          |
| Ergebnis: 3:1 n. V. (3:1, 3:1), 5:3 i. E.                        | | |          |
| Zuschauer: 38.000                                                | | |          |
| Schiedsrichter: Óscar Ruiz ( Kolumbien)                          | | |          |

## Beste Torschützen
| Rang | Spieler               | Klub                   | Tore |
| ---- | --------------------- | ---------------------- | ---- |
| 1    | Rafael Moura          | Goiás EC               | 8    |
| 2    | Rodrigo Mora          | Defensor Sporting      | 6    |
| 3    | Marcos Assunção       | Palmeiras São Paulo    | 4    |
|      | Roberto Galindo       | Universitario de Sucre | 4    |
|      | Ángel Vildozo         | Unión San Felipe       | 4    |
| 6    | Hernán Barcos         | LDU Quito              | 3    |
|      | Mauro Formica         | Newell’s Old Boys      | 3    |
|      | Luan                  | Palmeiras São Paulo    | 3    |
|      | Wilder Medina         | Deportes Tolima        | 3    |
|      | Obina                 | Atlético Mineiro       | 3    |
|      | Facundo Parra         | CA Independiente       | 3    |
|      | Joao Rojas            | CS Emelec              | 3    |
|      | Juan Manuel Salgueiro | Liga de Quito          | 3    |
|      | Andrés Silvera        | CA Independiente       | 3    |